# 나클로

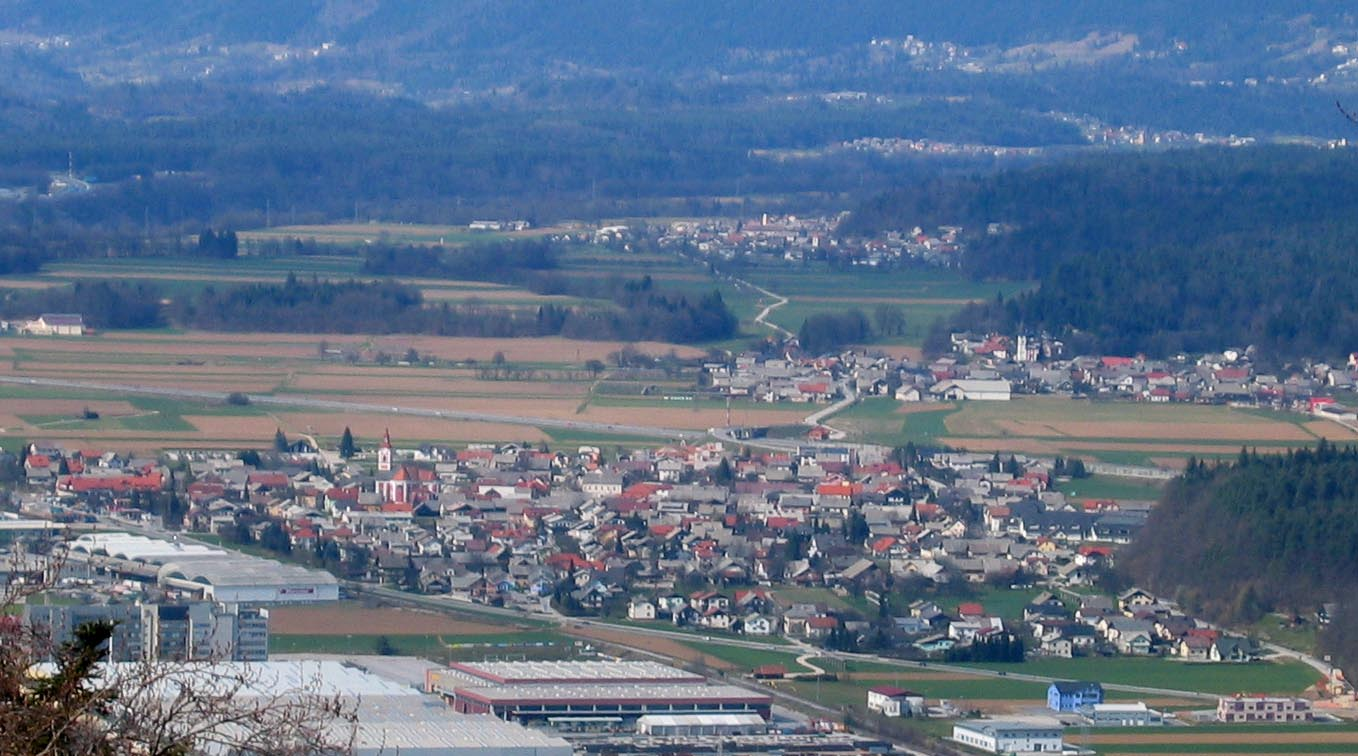
나클로

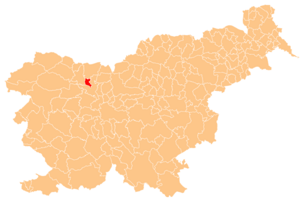
나클로의 위치

나클로(슬로베니아어: Naklo, 독일어: Naklas 나클라스[*])는 슬로베니아의 도시로 면적은 28.3km2, 높이는 407m, 인구는 4,899명(2002년 기준), 인구 밀도는 173.1명/km2이다.